# Рубо, Франц Алексеевич
Франц Алексе́евич Рубо́ (5 [17] июня 1856, Одесса, Херсонская губерния — 13 марта 1928, Мюнхен) — русский живописец-баталист французского происхождения, один из наиболее выдающихся мастеров панорамной картины рубежа XIX—XX веков, ответственный за продвижение этого формата; автор около двухсот монументальных композиций, в том числе знаменитых полотен на сюжеты из русской военной истории XIX века: «Оборона Севастополя», «Бородинская битва», «Штурм аула Ахульго». Академик (с 1908) и действительный член (с 1910) Императорской Академии художеств, профессор-руководитель батальной мастерской Высшего художественного училища (1903—1911).

## Биография

### Детство и юность

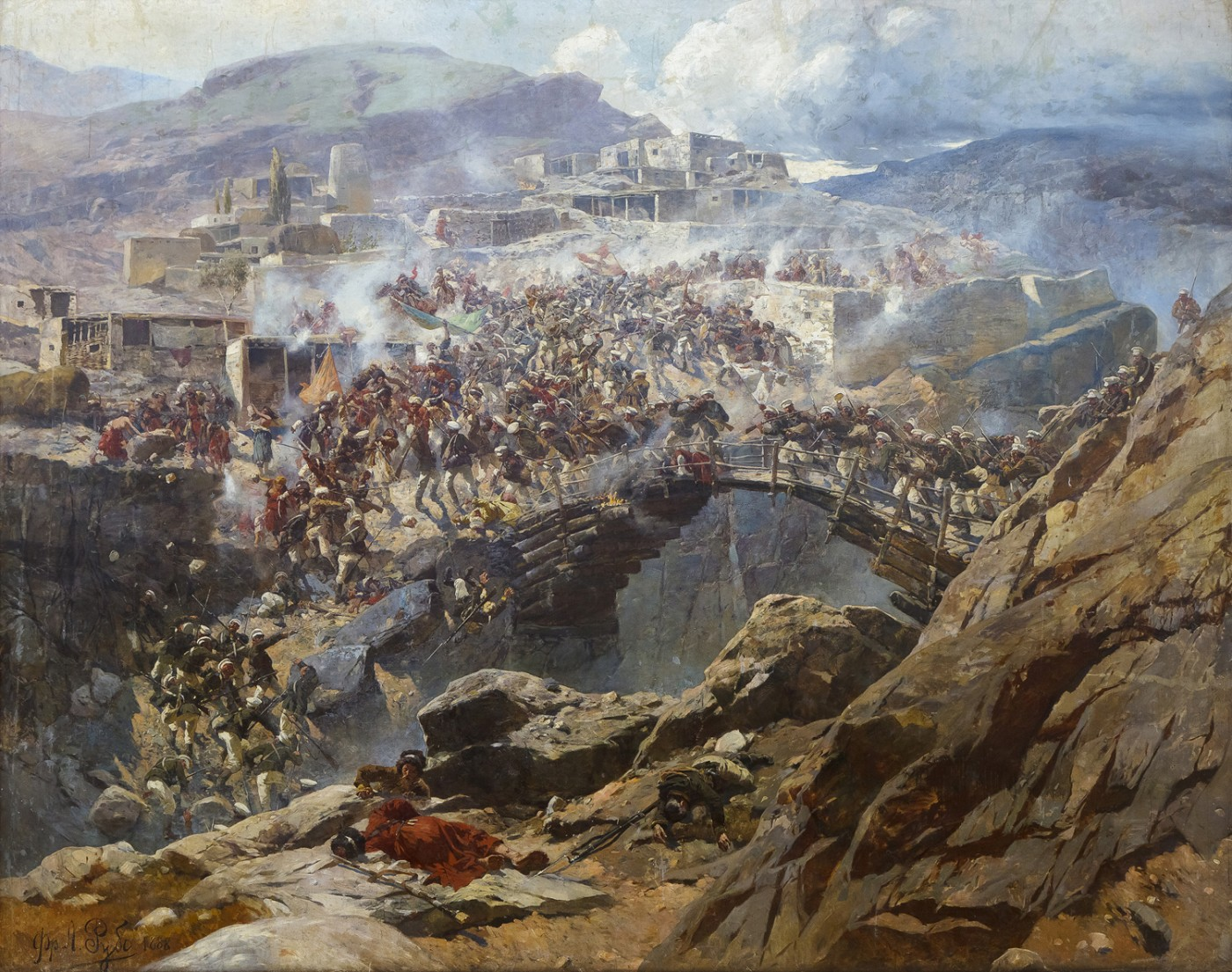
«Штурм аула Ахульго» — Франц Рубо

Франц Рубо родился 5 (17) июня 1856 года в Одессе в семье французского коммерсанта-книготорговца Оноре Фортюне Алексиса Рубо из Марселя, обосновавшегося с женой Мадлен Рубо в России.
Родители заметили у сына склонность к рисованию и отдали его учиться в Одесскую рисовальную школу Общества изящных искусств. По окончании учёбы (1865—1877), поняв, что у него есть реальные способности к рисованию, он окончательно решил стать художником. Продолжил учиться живописи в 1878—1883 в Германии — в мюнхенской Королевской Академии художеств, брал уроки у известного живописца Ю. Брандта. Специализировался в батальной живописи, попутно (как и многие баталисты того времени) обратившись к искусству широкоохватных панорам, дающих, благодаря сочетанию картины с трёхмерным макетом, иллюзию исторического события, свершающегося на глазах у зрителя.

### Ранние работы
Во время обучения в Германии Франц полюбил Мюнхен, в дальнейшем он купит там дом у озера и часто будет жить там, периодически приезжая в Россию. В своих поездках он добирался даже до Кавказа и Средней Азии, которые произвели на него большое впечатление. В 1886 году для тифлисского «Храма Славы» он получает заказ на сразу 19 картин о Кавказских войнах.
В 1892 году представляет картины из серии «Русско-персидская война». Картина «Живой мост» (1897), посвящённая подвигу русских артиллеристов, впервые была представлена на весенней выставке 1898 года в Императорской академии художеств.

### «Штурм Ахульго»
Помимо картин для тифлисского музея (написанных в 1885—1895 годах) масштабным результатом его кавказских этюдов явилась его первая панорама «Штурм аула Ахульго» (1890). На неё он сам потратил много денег, а продал с убытком. Однако за неё он в Баварской академии художеств получил звание профессора. Впервые эта панорама была показана на художественно-промышленной выставке в Нижнем Новгороде в 1896 году в специально построенном павильоне. Панорама была куплена Военным министерством в 1897 году для Храма Славы в Тифлисе. После 1917 года панорама хранилась в Артиллерийском историческом музее в Петрограде — Ленинграде, где пострадала во время наводнения. В уже плохом состоянии её передали в 1928 году в Дагестанский краеведческий музей. В настоящее время сохранились лишь три её фрагмента (общей площадью около 30 м2), находящиеся ныне в Дагестанском государственном музее искусств в Махачкале. Там же находится полотно Рубо «Штурм аула Салты» (1891).

### «Оборона Севастополя»
В 1901 году художник получает от Комитета по увековечению памяти о героической обороне Севастополя (в 1854—1855 годах) заказ на создание большой военной панорамы.
Рубо едет в Крым, чтобы лично увидеть места, связанные с обороной, делает несколько эскизов, изучает местность, документы истории тех событий.
Для изображения он выбрал момент обороны города — бой на Малаховом кургане ранним утром 6 июня 1855 года.
Для панорамы был заказан холст размером 14 м на 115 м, вытканный в Бельгии. В 1902—1904 под его началом в предместье Мюнхена группой немецких художников была создана панорама «Оборона Севастополя». В 1904 году панорама готова и её перевозят в Крым. 14 мая 1905 года проходит её торжественно открытие в Севастополе, в специально созданном здании по проекту русского военного инженера Фридриха Оскара Энберга. В июне 1942 полотно чуть не сгорело при бомбёжке и было срочно эвакуировано из Севастополя. В 1954 году в отреставрированном здании панорамы был снова открыт доступ к грандиозной картине.

### «Бородинская битва»
К столетию Отечественной войны 1812 года по заказу императора Николая II Ф. Рубо написал огромную панораму «Бородинская битва», изображающую Бородинское сражение. Работа над ней шла при участии И. Г. Мясоедова и военного консультанта Б. М. Колюбакина. Первоначально панорама была открыта в 1912 году в специально построенном павильоне на Чистых прудах в Москве. В 1918 году панорама была демонтирована и хранилась в ужасном состоянии в разных местах. В 1939 году художники-реставраторы впервые с 1918 года полностью открыли картину, обследовали её и сделали вывод о невозможности реставрации. В 1946 году было проведено новое тщательное обследование картины и в 1948 году принято официальное решение о начале реставрации, которая закончилась к 1951 году. Однако размещать её в музее не стали. И только в 1962 году к 150-летию Бородинской битвы в новом здании музея-панорамы на Кутузовском проспекте панорама была открыта для посещения, где сейчас и находится.

### Работа в России

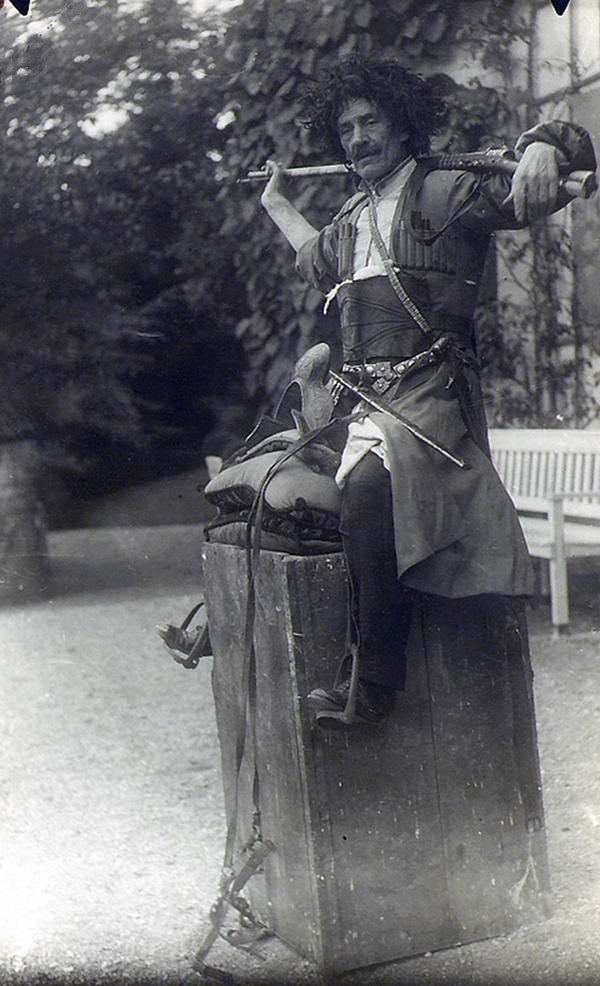
Рубо в кавказском костюме. Фотография 1920-х годов

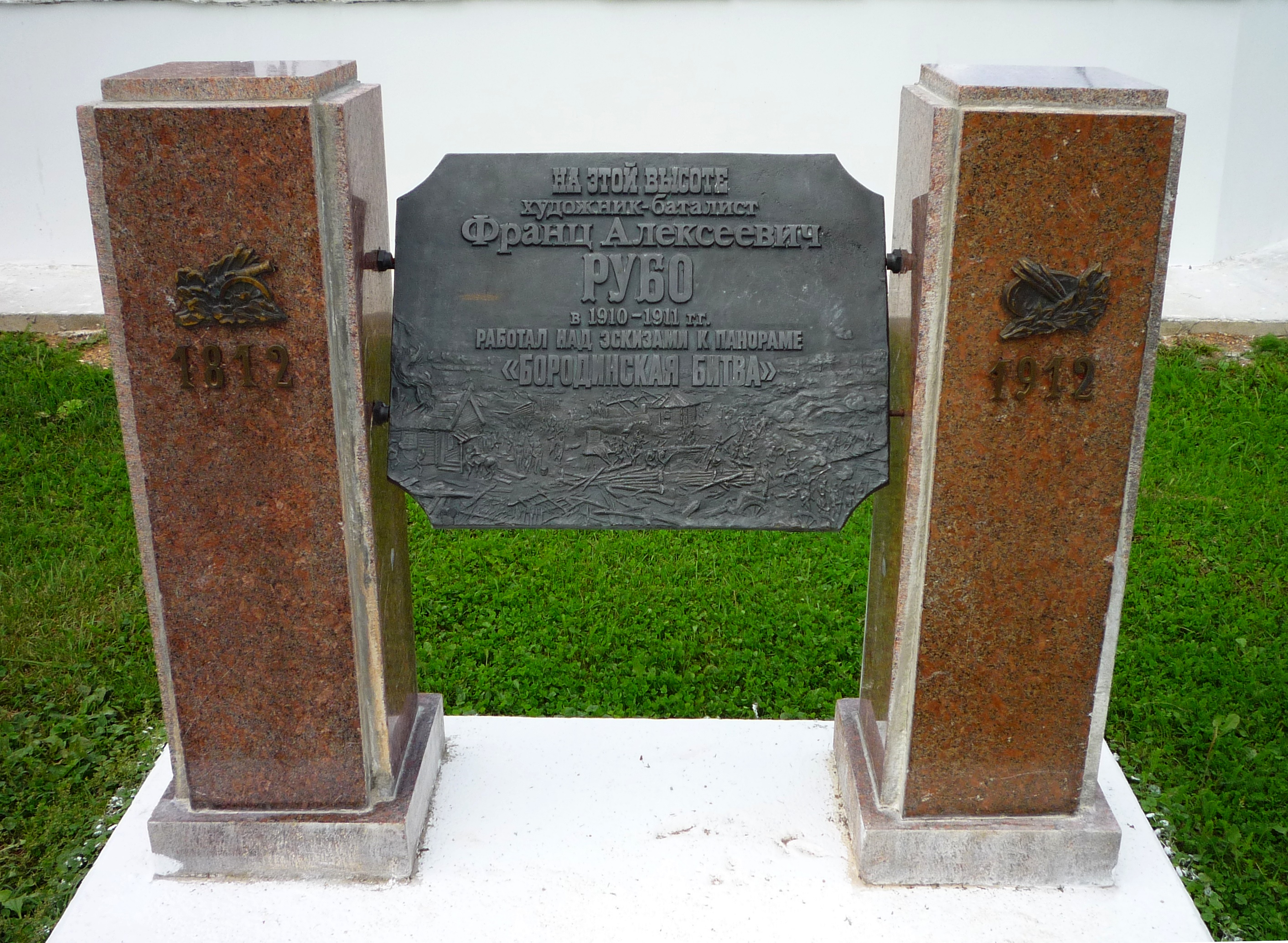
Бородинское поле. Памятный знак художнику Ф. А. Рубо

С 1903 года Рубо — профессор-руководитель батальной мастерской Высшего художественного училища при Академии художеств (среди его учеников был М. Б. Греков). С 1910 года — действительный член Академии художеств.
Среди характерных батальных полотен Рубо — «Атака Новочеркасского полка в бою на реке Шахе» (1907) и «Бородинский бой» (1913; обе — в Артиллерийском историческом музее, Петербург).
На Бородинском поле установлен памятный знак на высоте, откуда художник рисовал эскизы к своей знаменитой Бородинской панораме.

### Германия
В 1912 году Рубо уехал в Германию и в связи с Первой мировой войной окончательно обосновался там. Не имея в последние годы значительных заказов, жил почти в полном забвении. «…Я родился и жил более 22 лет в России, где получил свое образование, я исключительно пишу картины из русского быта и русской боевой жизни, по всем этим признакам меня следует считать русским художником» — из воспоминаний Франца Рубо.
Франц Рубо скончался 13 марта 1928 года в Мюнхене. Похоронили художника недалеко от его дома под Мюнхеном — на острове на озере, рядом с могилой его дочери Анны, погибшей на этом же озере в 1912 году.

## Семья
Внучка художника — Сильвия Рубо, родилась в Мюнхене в 1941 году. Она окончила Мюнхенскую академию художеств — ту же, где учился Франц Рубо. Сильвия Рубо — художник-абстракционист.
В 2010 году, к юбилею севастопольской Панорамы, художница написала предисловие к каталогу «Фрагменты живописного полотна Панорамы Ф. А. Рубо „Штурм 6 июня 1855 года“» и подарила музею две фотографии из семейного архива.

## Галерея (в скобках указаны даты изображённых событий)

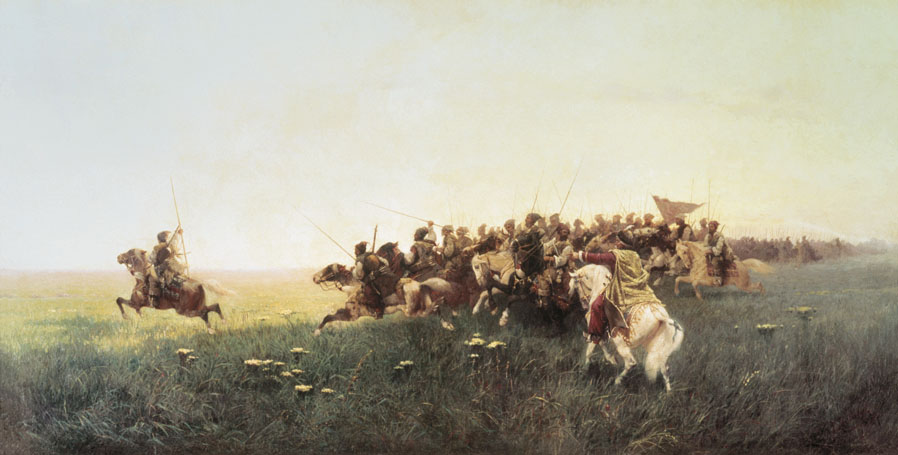
Атака запорожцев в степи.
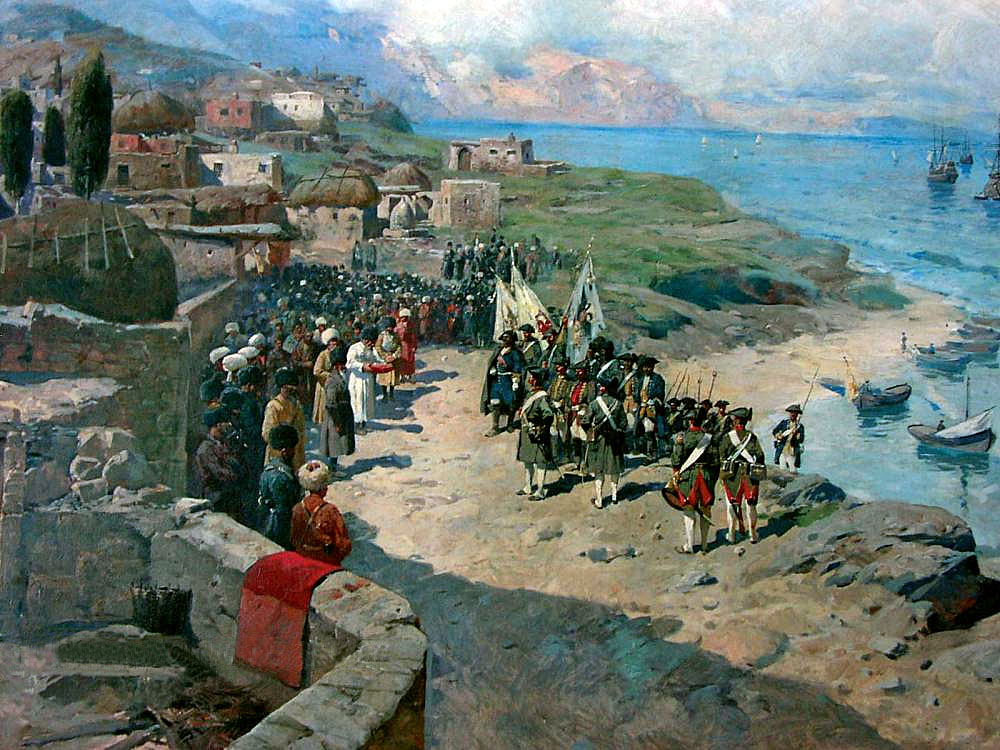
Пётр Первый в Тарки.
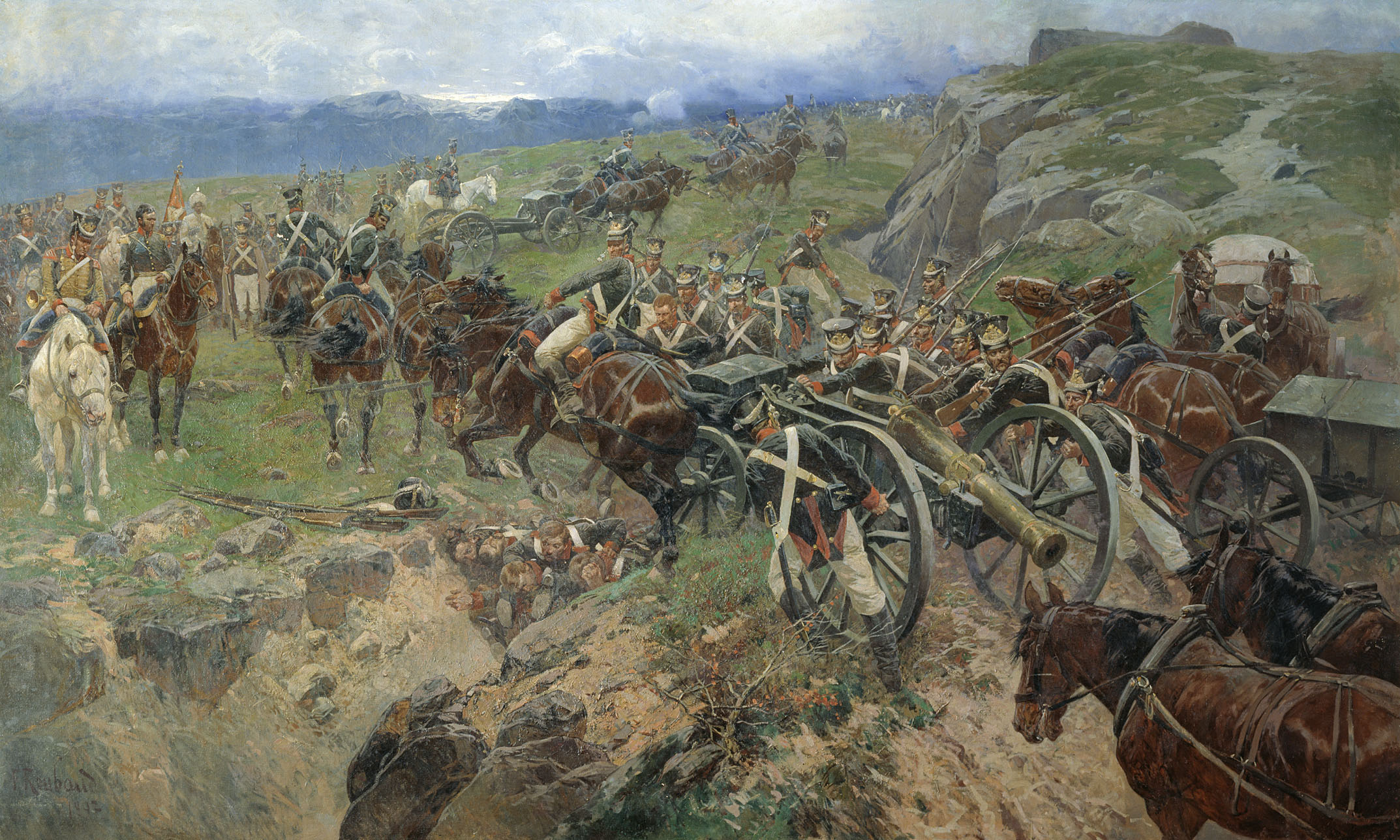
Живой мост (1805).
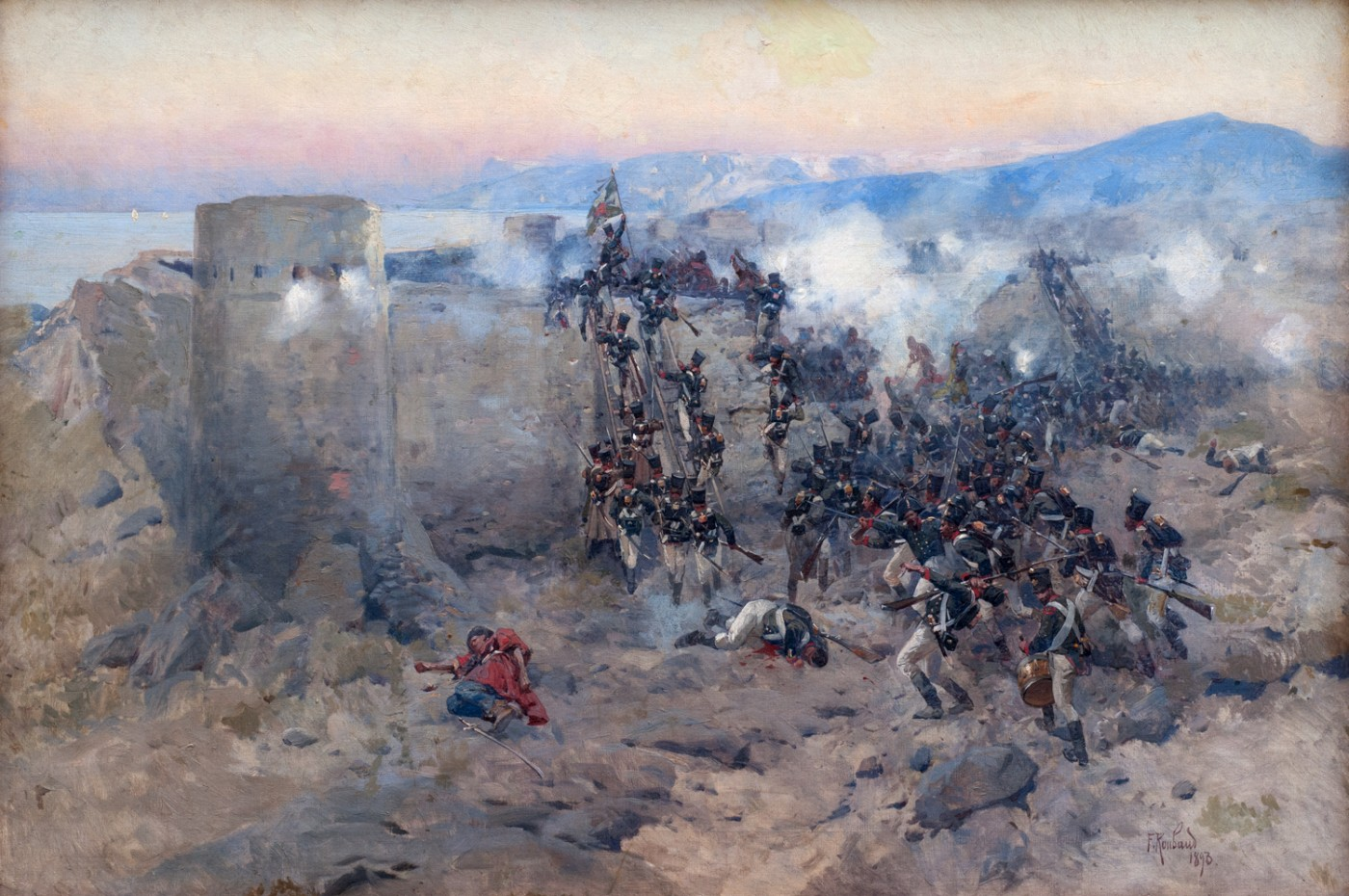
Штурм Ленкорани (1813).
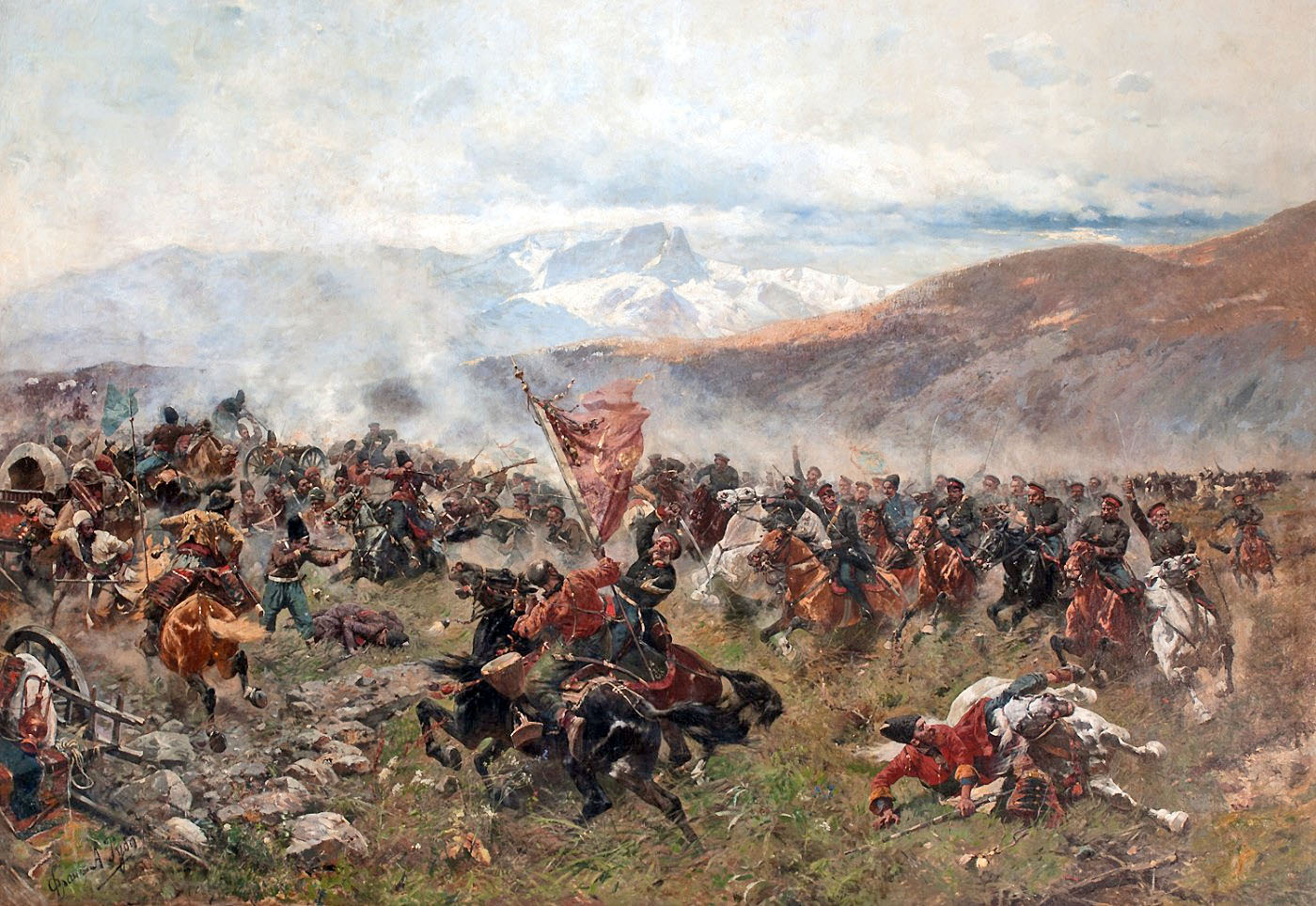
Сражение под Елисаветполем (1826).
Штурм аула Гимры (17—18 октября 1832 года).
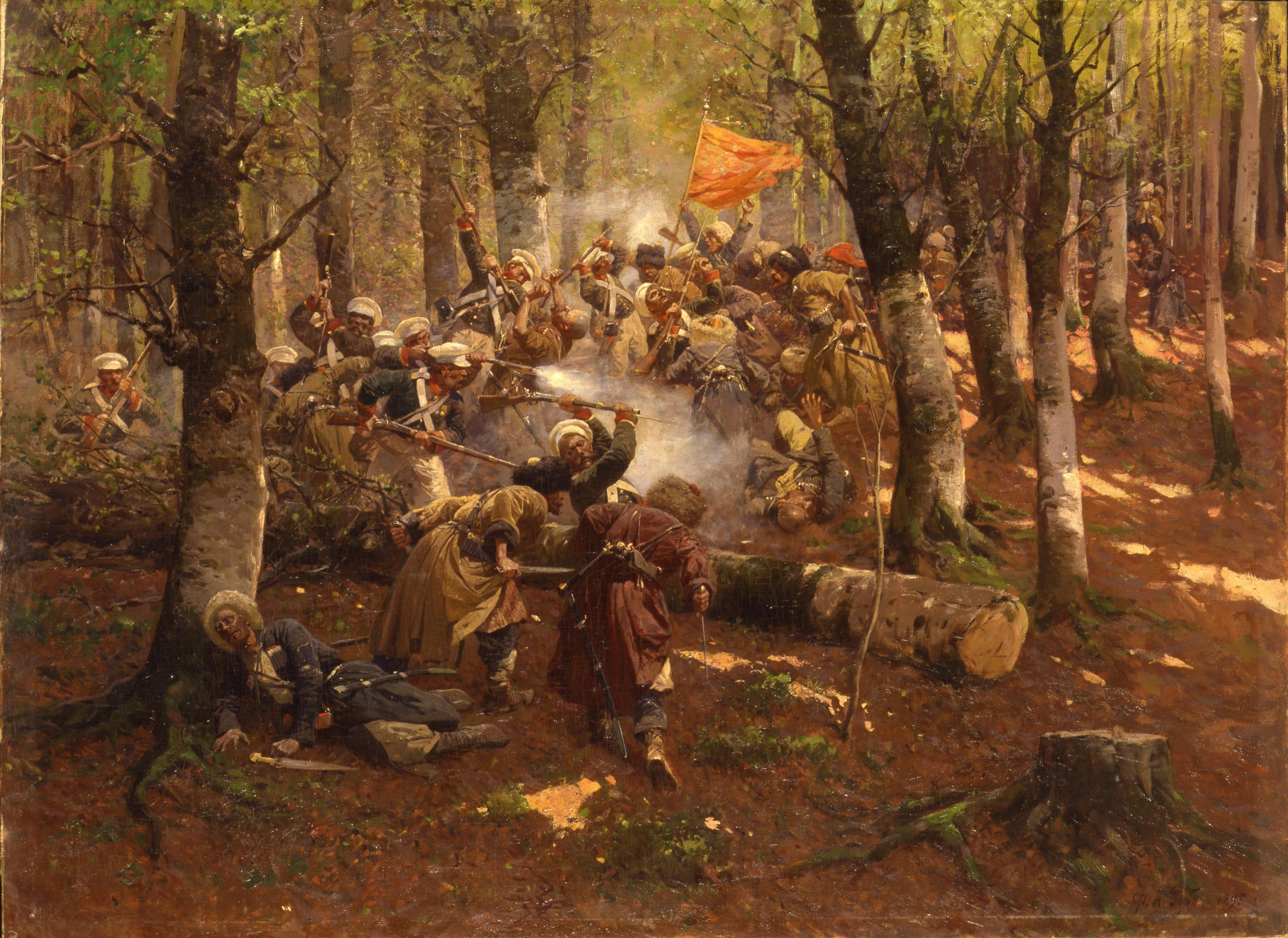
Даргинский поход. Подвиг 3-го батальона Апшеронского полка (1845).
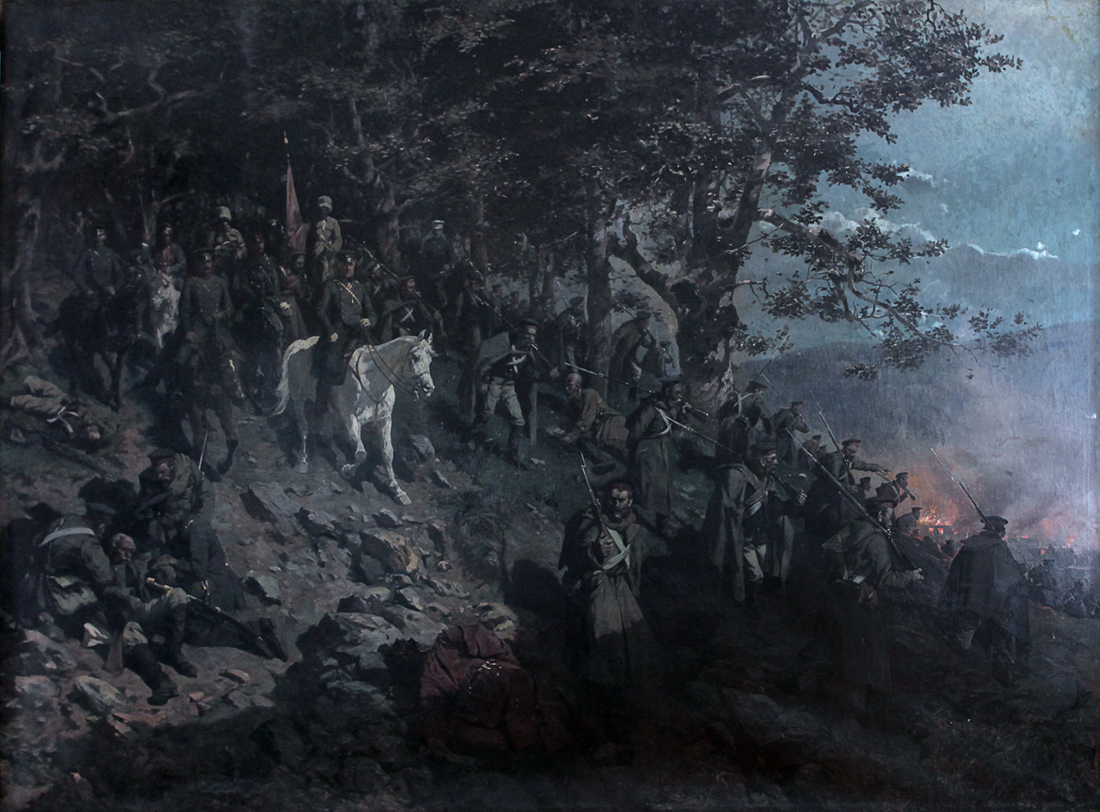
Взятие аула Дарго (1845).
Переход князя Аргутинского через Кавказский хребет (1853).
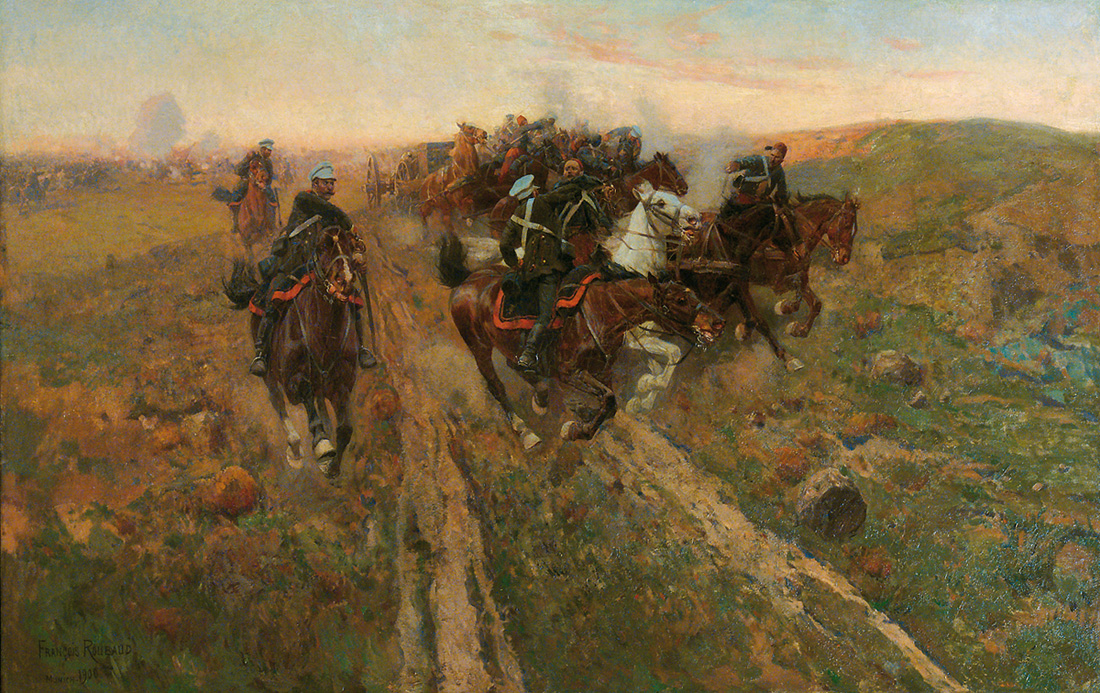
Эпизод сражения при Курюк-Дара (1854).
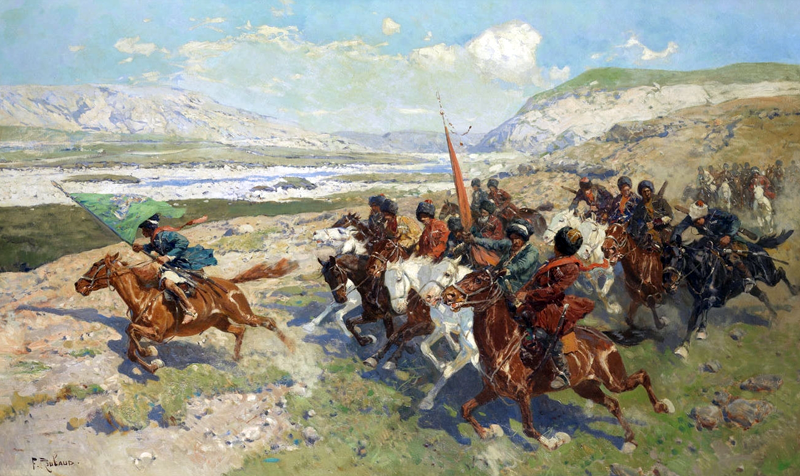
Черкесский набег.
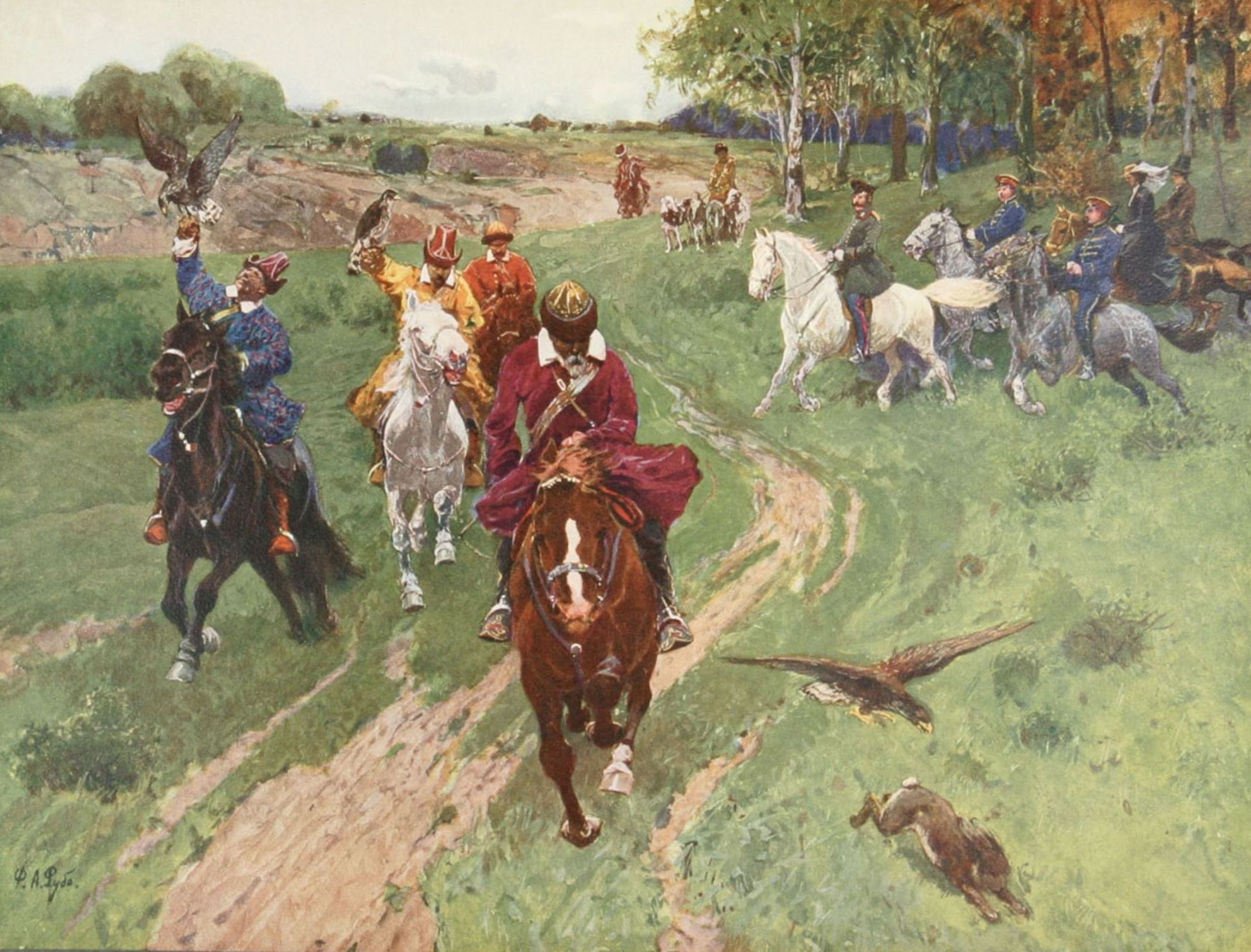
Охота башкир с соколами в присутствии императора Александра II.
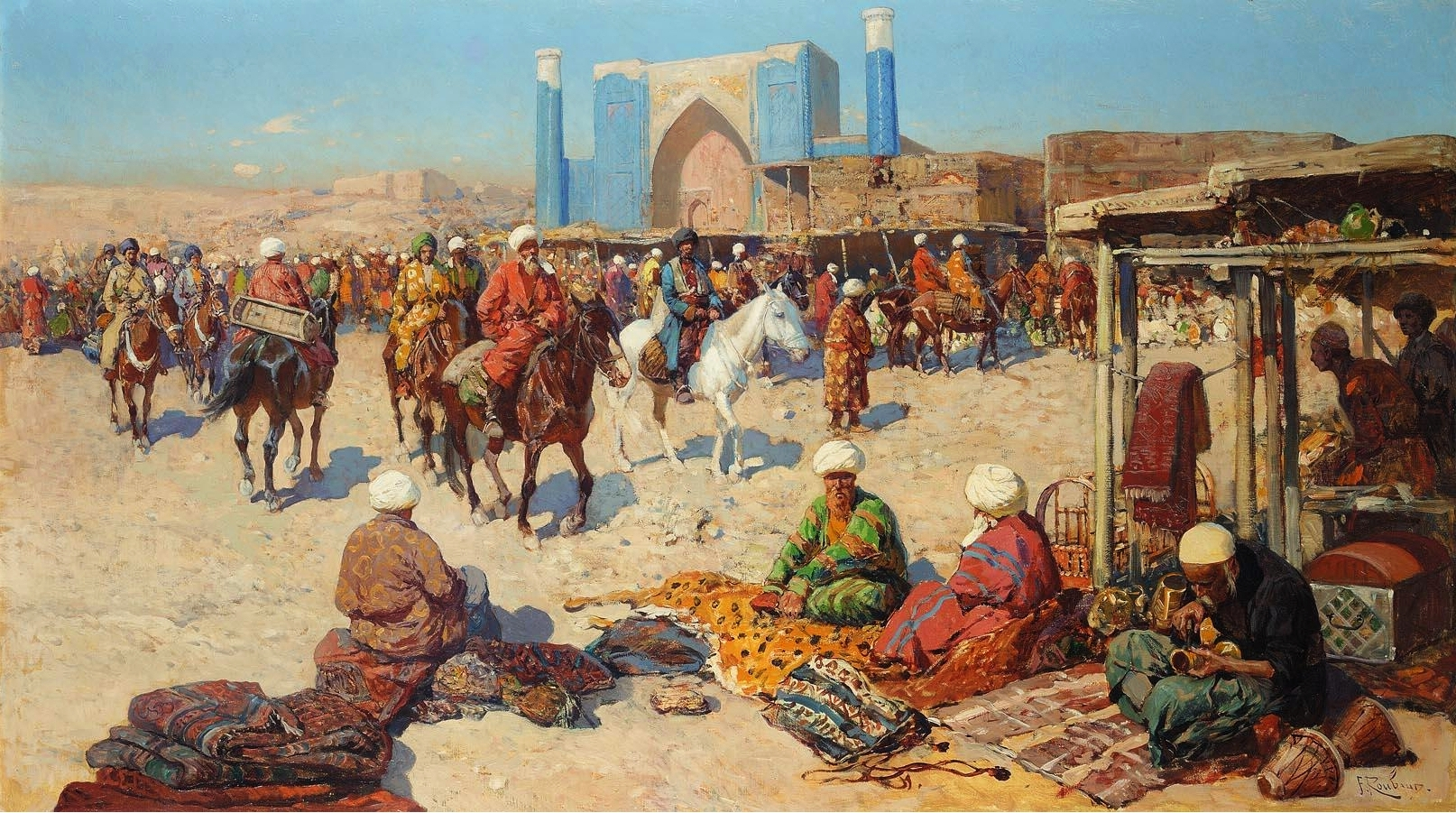
Базар в Средней Азии.
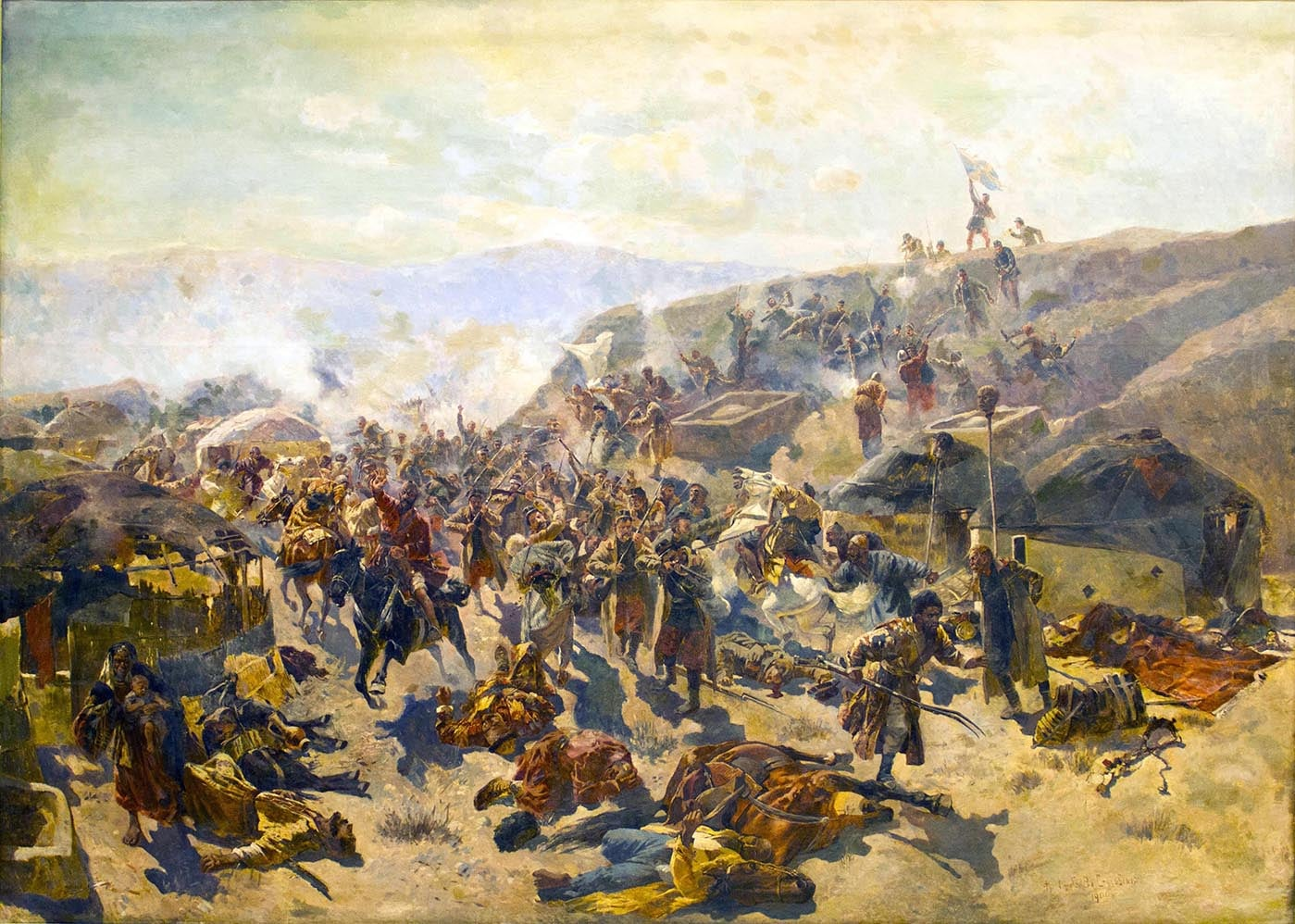
Штурм Геок-Тепе (1881).
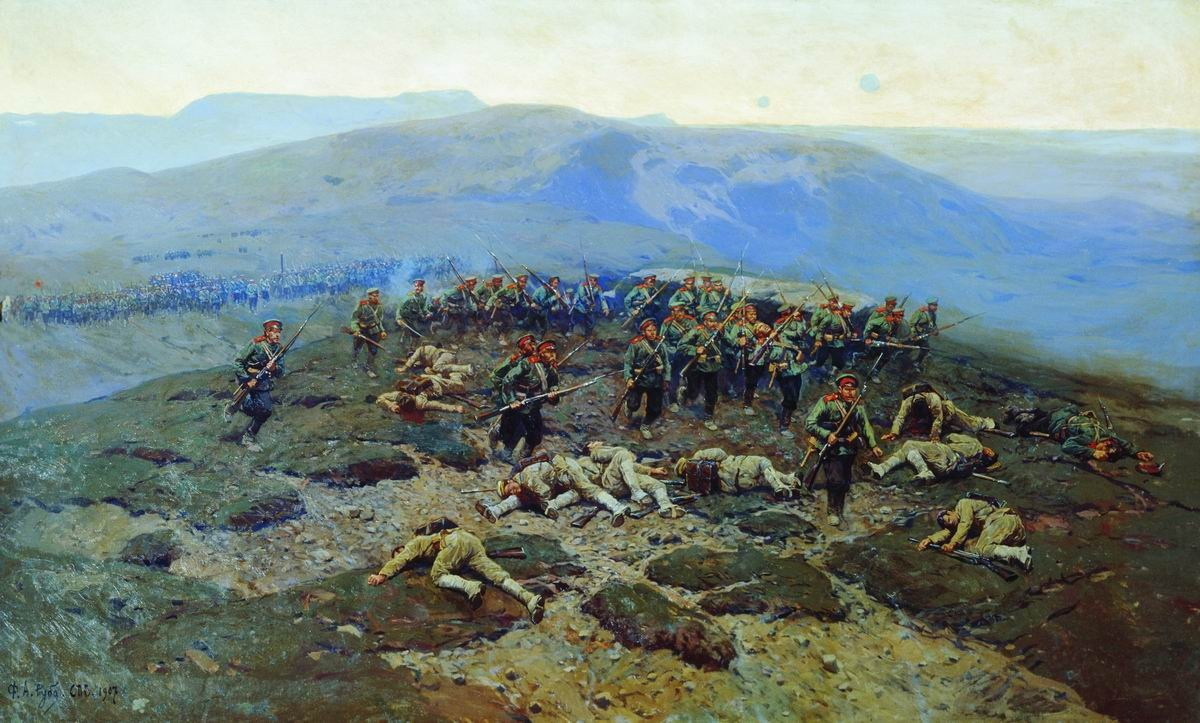
Атака Новочеркасского полка в бою на реке Шахе (1904).
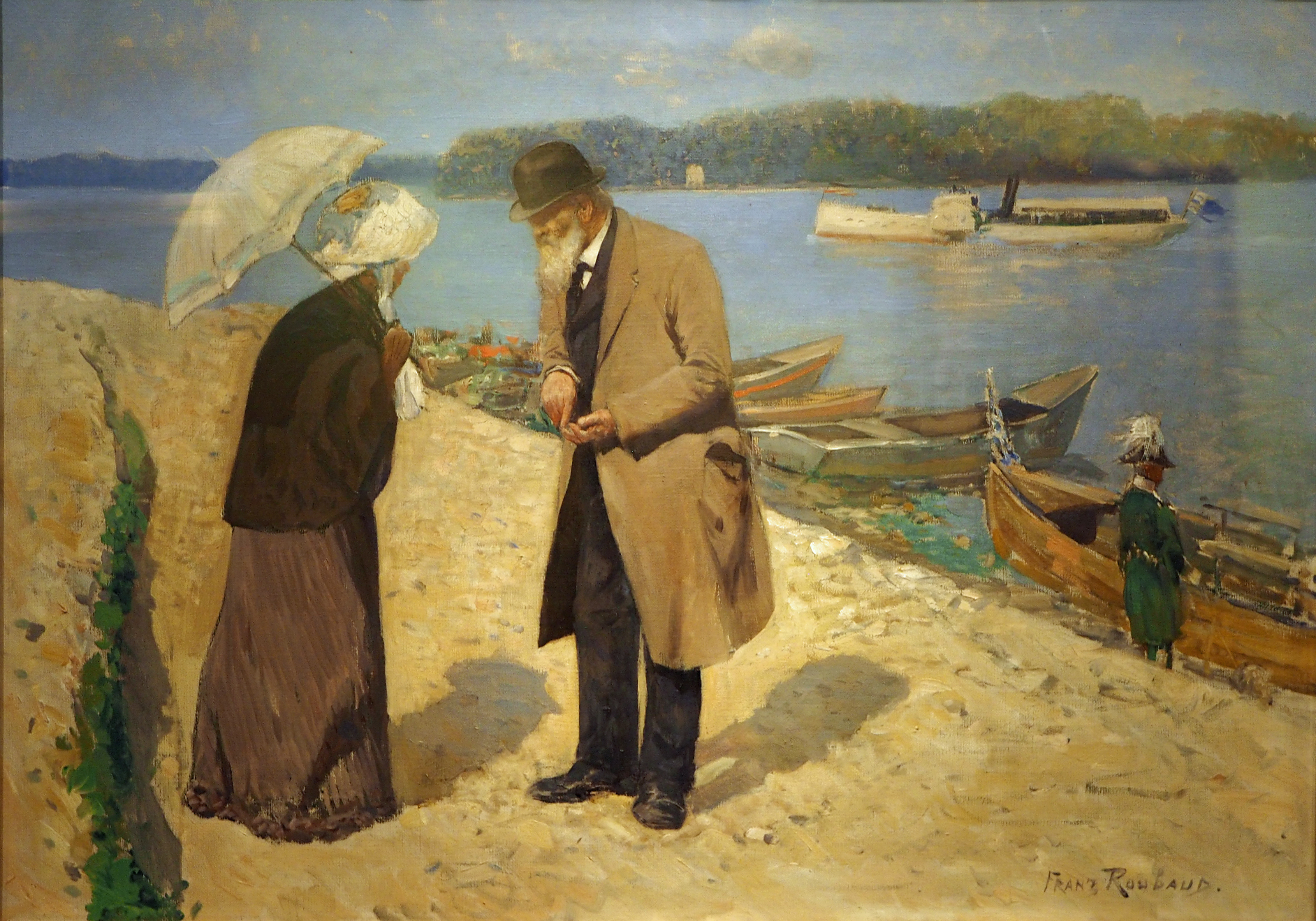
Принц-регент Луитпольд Баварский со своей сестрой Адельгундой, герцогиней Моденской в курортном городе Прин-ам-Кимзе, Бавария.